# Sumène (Loire)
Die Sumène ist ein Fluss in Frankreich, der im Département Haute-Loire in der Region Auvergne-Rhône-Alpes verläuft. Sie entspringt im Massif du Meygal, im Gemeindegebiet von Queyrières, entwässert generell in westlicher Richtung und mündet nach rund 25 Kilometern beim Weiler Peyredeyre, im Gemeindegebiet von Chaspinhac, rund fünf Kilometer nordöstlich von Le Puy-en-Velay, als rechter Nebenfluss in den Oberlauf der Loire. 

## Orte am Fluss
- Saint-Julien-Chapteuil
- Blavozy
- Fay la Triouleyre, Gemeinde Brives-Charensac

## Sehenswürdigkeiten
- Prähistorische Höhlen von Peylenc und Eynac im Gemeindegebiet von Saint-Pierre-Eynac
- Mittelalterliche Brücke Pont de Sumène aus dem Jahr 1359 in Blavozy